# City High
City High – amerykańska grupa muzyczna wykonująca hip-hop i R&B. W 2001 roku zasłynęła piosenką „What Would You Do”.

## Dyskografia

### Albumy
- 2001: City High

| Rok  | Billboard 200          | Pozycja |
| ---- | ---------------------- | ------- |
| 2001 | The Billboard 200      | 34      |
| 2001 | Top R&B/Hip-Hop Albums | 23      |

1. Didn’t Ya
2. Three Way
3. Why
4. A Song For You
5. 15 Will Get You 20 (featuring Wyclef Jean)
6. Cats & Dogs
7. Caramel
8. Best Friends
9. Sista
10. What Would You Do
11. So Many Things
12. The Only One I Trust
13. City High Anthem
14. You Don’t Know Me

### Single
- 2001: „What Would You Do”
- 2001: „Caramel”
- 2001: „Caramel” (Trackmasters Remix featuring Eve)
- 2002: „City High Anthem”
- 2002: „City High Anthem (Remix featuring Styles P)